# 李靈峰 (足球運動員)
李靈峰（Li Ling Fung，1986年1月3日—），香港職業足球員，司職前鋒。曾協助沙田區中學擔任青訓教練，並以業餘身份效力香港甲組聯賽球隊元朗。

## 球員生涯
李靈峰出身於香港甲組足球聯賽老牌球會愉園青年軍，2007年轉投南華預備組，2008-09年度獲提升為甲組後備。
就讀於香港理工大學國際物流系的他，亦曾是香港理工大學校隊隊長。
2009年夏天，轉投地區球隊天水圍飛馬。
2010年4月4日在小西灣運動場上演的香港足總盃賽事，後備上陣的他，個人梅開二度，協助天水圍飛馬以6－1大勝愉園，晉身4強，這亦是他首次及唯一一次在甲組賽事取得入球。
2011年6月，李靈峰約滿後未獲天水圍飛馬留用，遂決定轉投傑志，協助該隊擔任青訓教練，並以業餘身份效力香港乙組足球聯賽球隊大中。

## 外部連結
- 香港足球總會網站球員註冊資料 （页面存档备份，存于）
- 李靈峰Facebook群組
- 李靈峰Facebook專頁